# Península de Kenai
La península de Kenai (en anglès Kenai Peninsula) és una gran península que sobresurt de la costa sud d'Alaska, als Estats Units, i s'endinsa cap al golf d'Alaska. El nom Kenai deriva probablement de Kenayskaya, el nom rus per al Cook Inlet que voreja la península per l'oest.

## Geografia

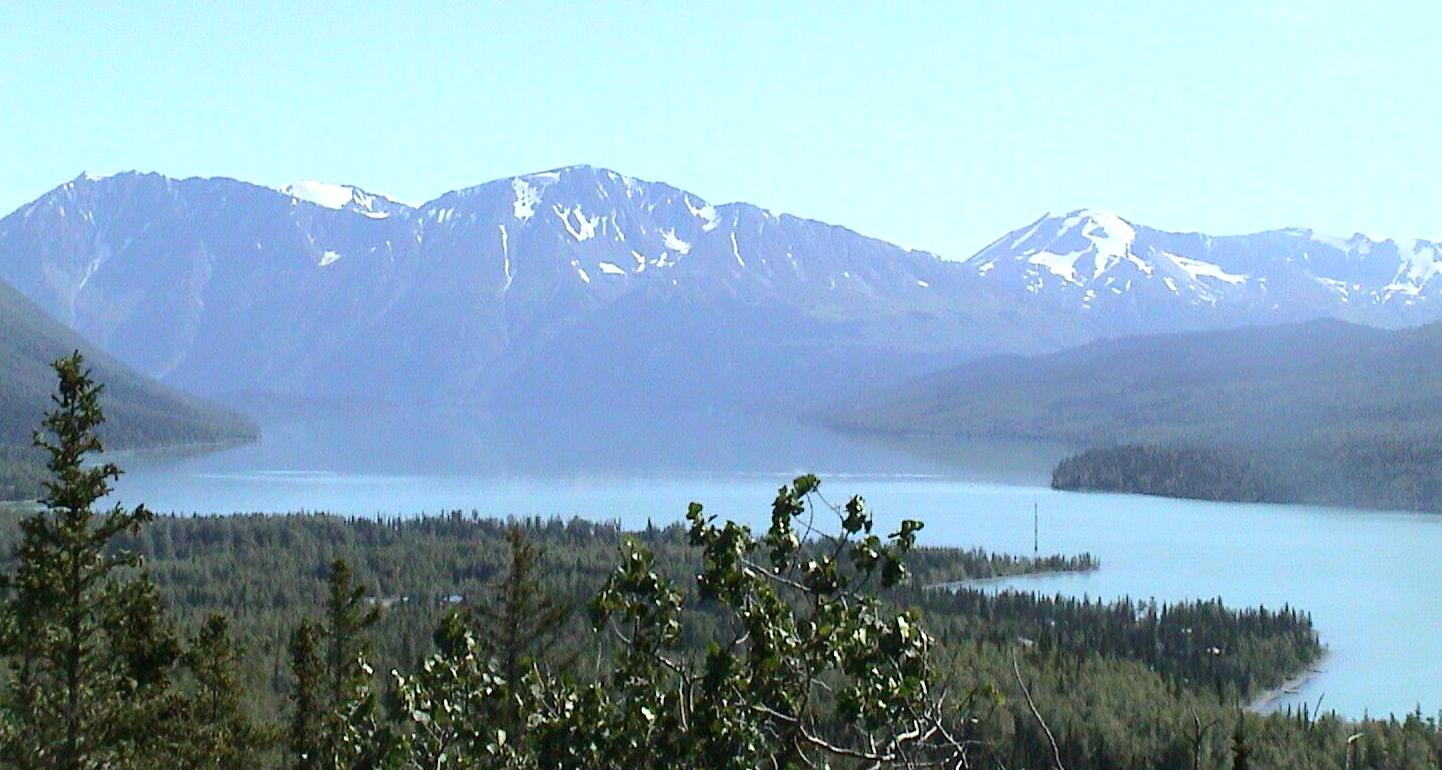
Riu i muntanyes Kenai, a la península homònima.

La península s'estén aproximadament 240 quilòmetres al sud-oest de les muntanyes Chugach, al sud d'Anchorage. Es troba separada del continent per l'oest pel Cook Inlet, i per l'est pel Prince William Sound.
Administrativament, la major part de la península pertany al Borough de Península de Kenai, i una petita part, la que connecta amb el continent, a l'Area censal de Valdez-Cordova. L'explorador i navegant rus Gerasim Izmailov (c. 1745 - després de 1795) fou el primer a explorar i cartografiar la península el 1789.
Les muntanyes Kenai (2.015 m) discorren pel sud-est de la península, tot resseguint la costa del Golf d'Alaska. Gran part de la serralada es troba dins el Parc Nacional dels Fiords de Kenai. La costa nord-oest, que tanca el Cook Inlet, és més plana i pantanosa i es troba esquitxada per nombrosos llacs. Hi ha llacs més grans que es troben a l'interior de la península, entre ells el Skilak i el Tustumena.
Els principals rius que recorren la península són el Kenai, famós per la seva població de salmons, el Russian, el Kasilof, i l'Anchor. La badia de Kachemak, una petita badia del Cook Inlet, s'estén a l'extrem sud-oest de la península, estant bona part d'ella protegida pel Kachemak Bay State Park.
A la península de Kenai hi ha nombroses glaceres, especialment a l'est i sud. Destaquen el camp de gel Sargent i el camp de gel Harding, els quals generen nombroses glaceres, especialment a la costa oriental.

## Poblacions

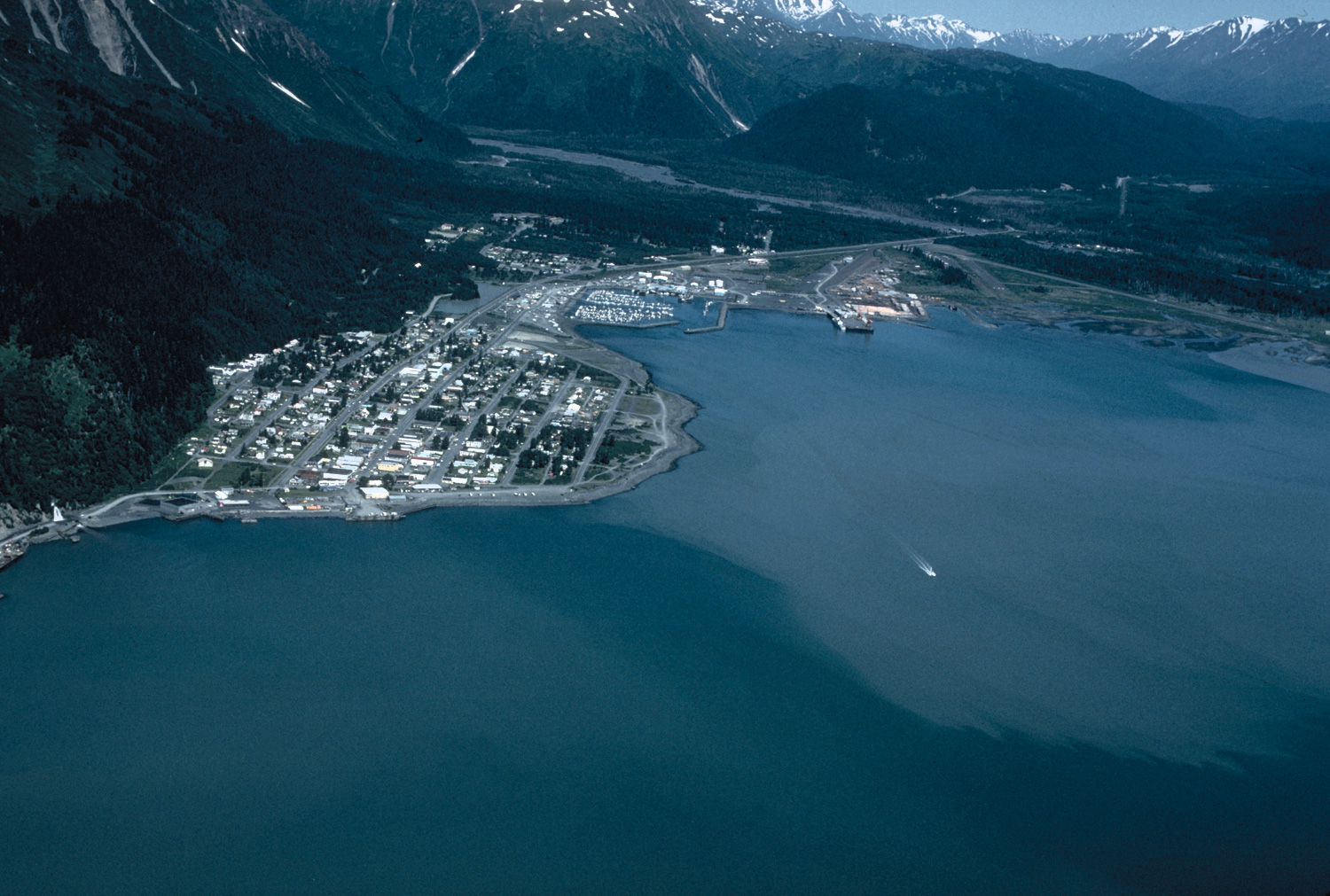
Vista àeria de Seward.

A la península hi ha algunes de les localitats més importants del sud d'Alaska, com ara Seward a la costa del Golf d'Alaska; Soldotna, Kenai i Cooper Landing tot seguint el Cook Inlet, i Homer, a la costa de Kachemak Bay. Altres petites localitats són: Seldovia, Nanwalek i Port Graham.

## Transport
Homer és una localitat famosa per ser el final del sistema de carreteres enquitranades d'Amèrica del Nord i punt de destinació popular dels automobilistes que han conduït fins a Alaska procedents dels Estats Units continentals. Seward és el punt final sud del ferrocarril d'Alaska.

## Clima
La península té un clima suau costaner, amb pluges abundants. És una de les poques zones d'Alaska on és possible l'agricultura, amb una estació de creixement adequat a nombroses espècies.

## Recursos naturals i economia
La península disposa de jaciments de gas natural, petroli, carbó i abundants piscifactories. El turisme és una indústria important, amb nombrosos equipaments i serveis de guia per a caçadors i pescadors.